# Vladimir Kotnik
Vladimir Kotnik, slovenski zdravnik, imunolog, * 12. avgust 1949, Ljubljana.

## Življenjepis
Vladimir Kotnik je leta 1974 diplomiral na ljubljanski medicinski fakulteti (MF) in prav tam 1987 tudi doktoriral. Izpopolnjeval se je v ZDA (1987/1988) in Nemčiji (1993/1994). Leta 1975 se je zaposlil na
Inštitutu za mikrobiologijo in imunologijo MF v Ljubljani, kjer je postal vodja laboratorija za celično imunologijo, diagnostiko komplementnega sistema in sifilisa. Leta 1996 je postal redni profesor na MF. S koncem leta 2012 se je upokojil.

## Delo
Sam ali skupaj s sodelavci je objavil preko 100 znanstvenih in strokovnih člankov tako v domačih kot tujih strokovnih revijah, ter sodeloval pri pripravi več medicinskih učbenikov, je tudi soavtor nekaterih patentnih prijav oziroma patentov.